# Schloss Itter
Schloss Itter (Nederlands: Kasteel Itter) is een 19e-eeuws kasteel in Itter, een dorp in Tirol, Oostenrijk. Tijdens de Tweede Wereldoorlog werd het omgebouwd tot een nazi-gevangenis voor Franse vips en was het de locatie van een unieke strijd, waarbij het Amerikaanse leger, de Duitse Wehrmacht, het Oostenrijkse verzet en de gevangenen zelf zij aan zij vochten tegen de Waffen-SS in de strijd om het kasteel.

## Locatie
Het kasteel ligt bovenop een heuvel van 666 meter bij de ingang van het Brixental, ongeveer 5 kilometer ten zuiden van Wörgl en 20 kilometer ten westen van Kitzbühel.

## Geschiedenis
In een akte van 1241 werd voor het eerst verwezen naar een versterking op deze plaats; eerdere constructies bestaan mogelijk al sinds de 10e eeuw. Het Brixental was oorspronkelijk een bezit van de prins-bisschoppen van Regensburg. Het kasteel was een administratieve zetel van de graven van Ortenburg in hun hoedanigheid van gerechtsdeurwaarders van Vogt. Ook werd het gebruikt om de boerderijen van Regensburg te beschermen tegen invallen door de naburige aartsbisschoppen van Salzburg. Niettemin werd het Brixental in 1312 door Salzburg verworven en in 1380 verkochten de bisschoppen van Regensburg Itter uiteindelijk aan aartsbisschop Pilgrim II van Salzburg.
Binnen de Burgfrieden-jurisdictie van Itter werden gevechten en schending van de openbare vrede verboden, maar het kasteel werd verwoest tijdens de Duitse Boerenoorlog in 1526. In de 17e eeuw werd de zetel van het lokale bestuur verplaatst naar Hopfgarten, waarna het pand vervallen raakte. Het Brixental behoorde tot Salzburg totdat het in 1805 onderdeel werd van het pas opgerichte koninkrijk Beieren. De Beierse regering liet de kasteelruïne over aan de burgers van Itter die het als steengroeve gebruikten. Na de slotakte van het Weense congres werd de vallei in 1816 onderdeel van het Oostenrijkse kroonland Tirol.
Het huidige gebouw werd vanaf 1878 op de fundering van het voormalige gebouwd. Itter werd in 1884 gekocht als residentie door Sophie Menter, pianist, componist en leerling van Franz Liszt. Liszt en de jonge Arthur Rubinstein verbleven in het kasteel. Verder orkestreerde Pjotr Iljitsj Tsjaikovski een van zijn composities tijdens een bezoek in 1892. Menter verkocht Itter in 1902; het werd door latere eigenaren opnieuw uitgebreid gerenoveerd in zijn huidige Tudor Revivalstijl.

### Tweede Wereldoorlog
Na de Anschluss van Oostenrijk in 1938 door Nazi-Duitsland, werd het kasteel geleased door het Reich van de eigenaar, Franz Grüner. Itter werd op 7 februari 1943 op bevel van Heinrich Himmler door SS-Obergruppenführer Oswald Pohl in beslag genomen van Grüner en op 25 april 1943 omgevormd tot een gevangenis. Vervolgens werd het gebruikt om vooraanstaande Franse gevangenen, die waardevol waren voor het Reich, op te sluiten. De inrichting viel onder het bestuur van concentratiekamp Dachau.
Bekende gevangenen waren onder meer: de voormalige premiers Édouard Daladier en Paul Reynaud; generaals Maurice Gamelin en voormalig opperbevelhebber Maxime Weygand, die prominent aanwezig was geweest tijdens de nepoorlog; voormalig tenniskampioen Jean Borotra, later algemeen commissaris van sport in het Vichy-regime; rechtse leider François de La Rocque, leider van de rechtse Croix de Feu- beweging; vakbondsleider Léon Jouhaux; André François-Poncet, politicus en diplomaat; en Michel Clemenceau, politicus en zoon van Georges Clemenceau. Verder werd de voormalige republikeinse president Albert Lebrun in 1943 drie maanden vastgehouden in Itter, voordat hij om gezondheidsredenen naar Frankrijk werd teruggestuurd. Ook werd Marie-Agnès de Gaulle, lid van het verzet en zus van generaal Charles de Gaulle, aan het einde van de oorlog (april 1945) opgenomen in het kasteel. Naast de Franse VIP-gevangenen hield het kasteel ook een aantal Oost-Europese gevangenen vast, afkomstig van concentratiekamp Dachau. Zij werden gebruikt voor onderhoud en ander werk.
In de middag van 4 mei 1945 vluchtte de commandant van de gevangenis. Kort daarna volgden de bewakers van de SS-Totenkopfverbände, waarna de gevangenen zich bewapenden; wachtend op redding van de verwachte aanval van Waffen-SS-troepen die zich nog steeds agressief verzetten tegen de overgave. Later arriveerden twee Sherman-tanks van het 23e Tankbataljon van de Amerikaanse 12e Gepantserde Divisie onder bevel van Capt. John C. "Jack" Lee, Jr., en antinazi-elementen van de Wehrmacht onder bevel van Major Josef 'Sepp' Gangl. Samen hielden de drie groepen de hele nacht aanvallen tegen van SS-verkenningselementen. De strijd hield aan gedurende de ochtend van 5 mei, met een sterke troepenmacht van 100-150 SS'ers die bleven vechten totdat die dag rond 16.00 uur versterkingen van het Amerikaanse 142e Infanterie Regiment arriveerden.

### Huidige situatie
Na de oorlog raakte het kasteel in verval tot 1950, toen Willi Woldrich het verwierf en er een luxehotel van maakte. Het hotel ondervond echter financiële problemen en het werd door een houdstermaatschappij verworven. Vervolgens werd het in 1985 aan een particuliere eigenaar verkocht. Sindsdien is het in privébezit gebleven en is het niet toegankelijk voor het publiek. Het is eigendom van advocaat Dr. Ernst Bosin uit de stad Kufstein, Oostenrijk.